# Haifa
Haifa (em hebraico:  חֵיפָה, Ḥeifaⓘ; em árabe: حيفا, Ḥeifaⓘ) é a maior cidade do norte de Israel, e a terceira maior cidade do país, depois de Jerusalém e Tel Aviv, com uma população de mais de 264.900 habitantes. Haifa tem uma população mista de árabes e judeus dando um exemplo de co-existência pacífica. É também a casa do Centro Mundial Bahá'í, um Patrimônio Mundial da UNESCO.
Haifa, construída nas encostas do Monte Carmelo, tem uma história que remonta aos tempos bíblicos. O mais antigo assentamento nas proximidades foi Tell Abu Hawam, uma pequena cidade portuária estabelecida no final da Idade do Bronze (século XVI a.C.). Ao longo dos séculos, a cidade mudou de mãos: foi conquistada e governada pelos bizantinos, árabes, cruzados, otomanos, egípcios e pelos britânicos. Desde a criação do Estado de Israel em 1948, a cidade é governada pela Câmara Municipal de Haifa.
Hoje, a cidade é um importante porto localizado na costa mediterrânica de Israel, na Baía de Haifa, abrangendo 63,7 quilômetros quadrados. Ele está localizado cerca de 90 quilômetros ao norte de Tel Aviv e é o grande centro regional do norte de Israel. Duas respeitadas instituições acadêmicas, a Universidade de Haifa e o Technion, estão localizados em Haifa, a cidade desempenha um papel importante na economia de Israel. A cidade possui vários parques de alta tecnologia, entre eles o mais antigo e maior do país, um porto industrial e uma refinaria de petróleo. Haifa era anteriormente o ponto mais ocidental de um oleoduto que vinha do Iraque através da Jordânia.

## Etimologia
A origem do nome "Haifa" não é clara. Segundo o historiador Alex Carmelo, a palavra pode ter vindo do verbo de raiz hebraica חפה (Hafa), significando cobertura ou blindagem, ou seja, o Monte Carmelo cobre Haifa. Outra possível origem é a palavra hebraica חוֹף (hof), que significa "praia", ou חוֹף יָפֶה (hof yafe), que significa "bela praia". Alguns cristãos acreditam que a cidade foi nomeada em homenagem ao sumo sacerdote Caifás, ou São Pedro (Keiphah em aramaico).

## História

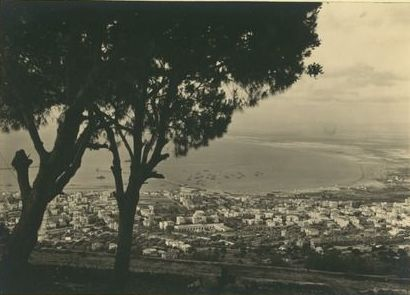
Haifa, 1925 - 1937

A existência de Haifa reporta-se ao século III, atribuindo-se aos cruzados na Idade Média a responsabilidade pelo seu desenvolvimento e pela importância que atingiu nessa época. Contudo, foi quando da construção do caminho-de-ferro de ligação com Damasco, a capital da Síria, que esta cidade atingiu o seu maior desenvolvimento, tornando-se um pólo industrial significativo. Como consequência desta prosperidade[carece de fontes?], Haifa foi disputada na guerra da Palestina, em 1948. Foi alvo dos mísseis Scud iraquianos durante a guerra do Golfo, em 1991.
Tanto a Fatah como a Jihad Islâmica reivindicam esta cidade como parte da Palestina.

## Geografia

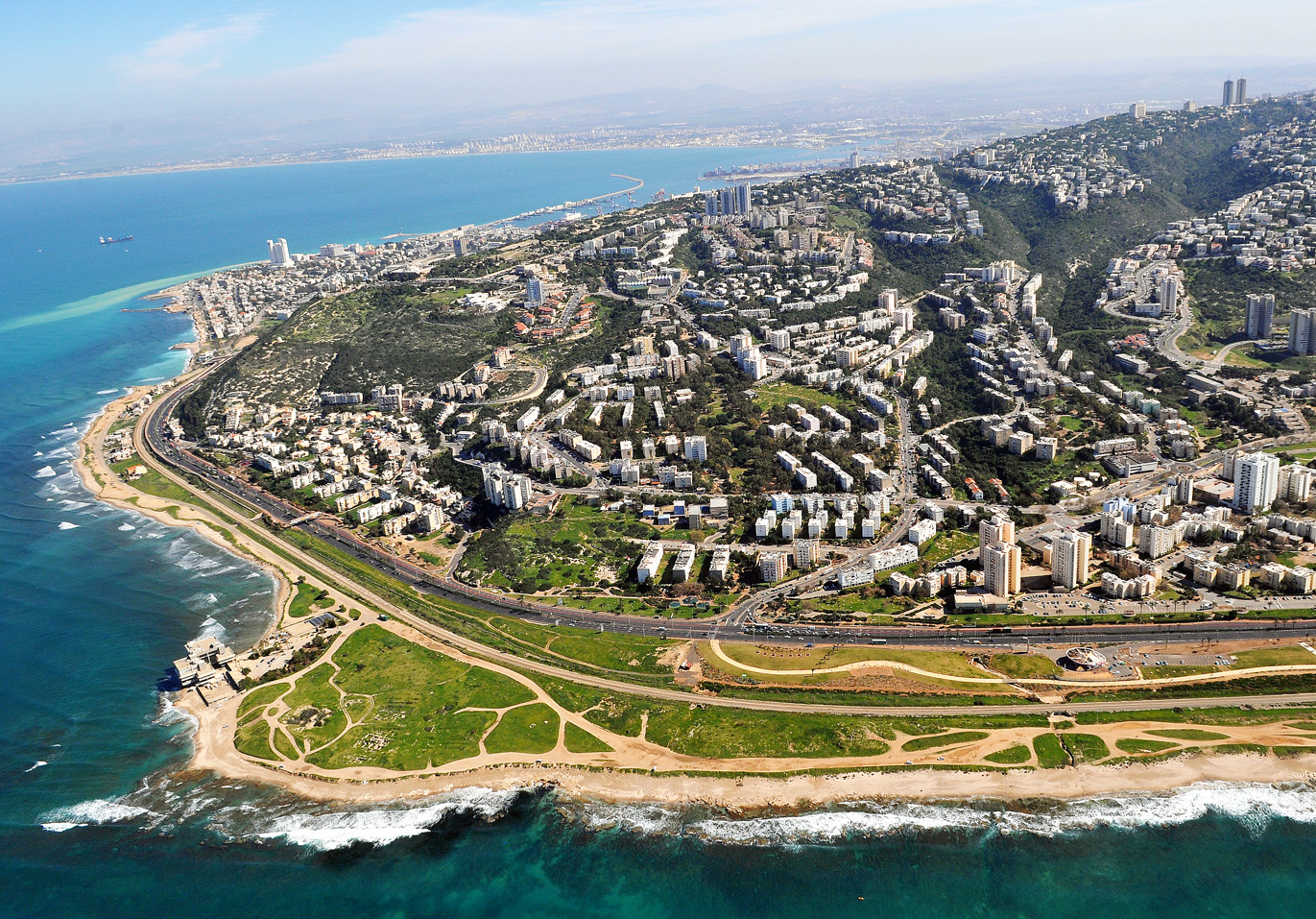
Vista aérea de Haifa

Haifa está situada na planície costeira israelense do Mediterrâneo, a ponte histórica entre a Europa, África e Ásia. Localizado na encosta norte do Monte Carmelo e ao redor da Baía de Haifa, a cidade é dividida em três níveis. O menor é o centro comercial e industrial da cidade, que inclui o Porto de Haifa. O nível médio, nas encostas do Monte Carmelo, consiste em mais bairros residenciais mais antigos, enquanto o nível superior consiste em bairros modernos em relação às camadas inferiores. Da parte mais alta da cidade é possível observar toda a região da Galiléia ocidental e fronteira entre Israel e o Líbano. Haifa está a cerca de 90 km ao norte da cidade de Tel Aviv e tem um grande número de praias beirando o Mediterrâneo.

### Clima
Haifa tem um clima mediterrâneo, com verões quentes e secos e invernos frescos e chuvosos (classificação climática de Köppen Csa). A primavera chega em março, quando as temperaturas começam a aumentar. No final de maio, a temperatura aquece o bastante para anunciar dias quentes de verão. A temperatura média no verão é de 26 °C e no inverno 12 °C. A neve é rara em Haifa, mas as temperaturas em torno de 3°C podem ocorrer às vezes, geralmente no início da manhã. A umidade tende a ser elevada durante todo o ano e a chuva ocorre geralmente entre setembro e maio. A precipitação anual é de aproximadamente 629 milímetros.

## Demografia
Haifa tem hoje uma população de 266.300 habitantes. Oitenta por cento são definidos como judeus israelenses.[carece de fontes?] Imigrantes da antiga União Soviética constituem 25% da população de Haifa. De acordo com o Escritório Central de Estatísticas de Israel, os cidadãos árabes de Israel constituem 9% da população de Haifa, a maioria vivendo nos bairros Wadi Nisnas, Abbas e Halissa.
Haifa é comumente retratada como um modelo de coexistência entre árabes e judeus em Israel, embora as tensões e hostilidades ainda existam. Várias organizações palestinas foram criadas para lutar contra a discriminação percebida na alocação de recursos, para protestar contra o deslocamento de árabes de Haifa cujas casas foram ocupadas pelos judeus e para deter a destruição de bens culturais árabes na região de Haifa.
Haifa é a terceira maior cidade de Israel, que consiste em 103.000 domicílios. A cidade tem uma população envelhecida em comparação com Tel Aviv e Jerusalém, visto que os jovens se mudaram para o centro do país em busca de educação e emprego, enquanto as famílias jovens têm migrado para comunidades nos subúrbios.

### Composição étnica e religiosa
Em 2006, a população de Haifa era composta por 80% judeus, 4% muçulmanos, 6% de cristãos árabes e 10% de membros de outras religiões ou não-religiosos (sendo a grande maioria imigrantes judeus da antiga União Soviética). Como o envelhecimento da população judaica e os jovens que deixaram a cidade, a proporção de cristãos e muçulmanos está crescendo. Em 2006, 27% da população árabe estava com 14 anos ou menos, em comparação com 17% dos grupos de população judaica e outros. A tendência continua no grupo etário de 15-29, em que 27% da população árabe é encontrada e o grupo etário 30-44 (23%). A população de judeus e outros nestes grupos de idade é de 22% e 18% respectivamente. Dezenove por cento da população judaica (e outros) da cidade tem entre 45 e 59 anos, em comparação com 14% da população árabe. Isto continua com 14% de judeus e outros com idade 60-74 e 10% acima de 75 anos, em comparação a 7% e apenas 2%, respectivamente, na população árabe.
Pelos padrões nacionais, a população judaica de Haifa é relativamente secular. Em 2006, 2,9% dos judeus da cidade eram Haredi, ante 7,5% em escala nacional. 66,6% eram seculares, ante uma média nacional de 43,7%. Em 2008, cerca de um quarto dos habitantes da cidade eram imigrantes de língua russa.

## Política

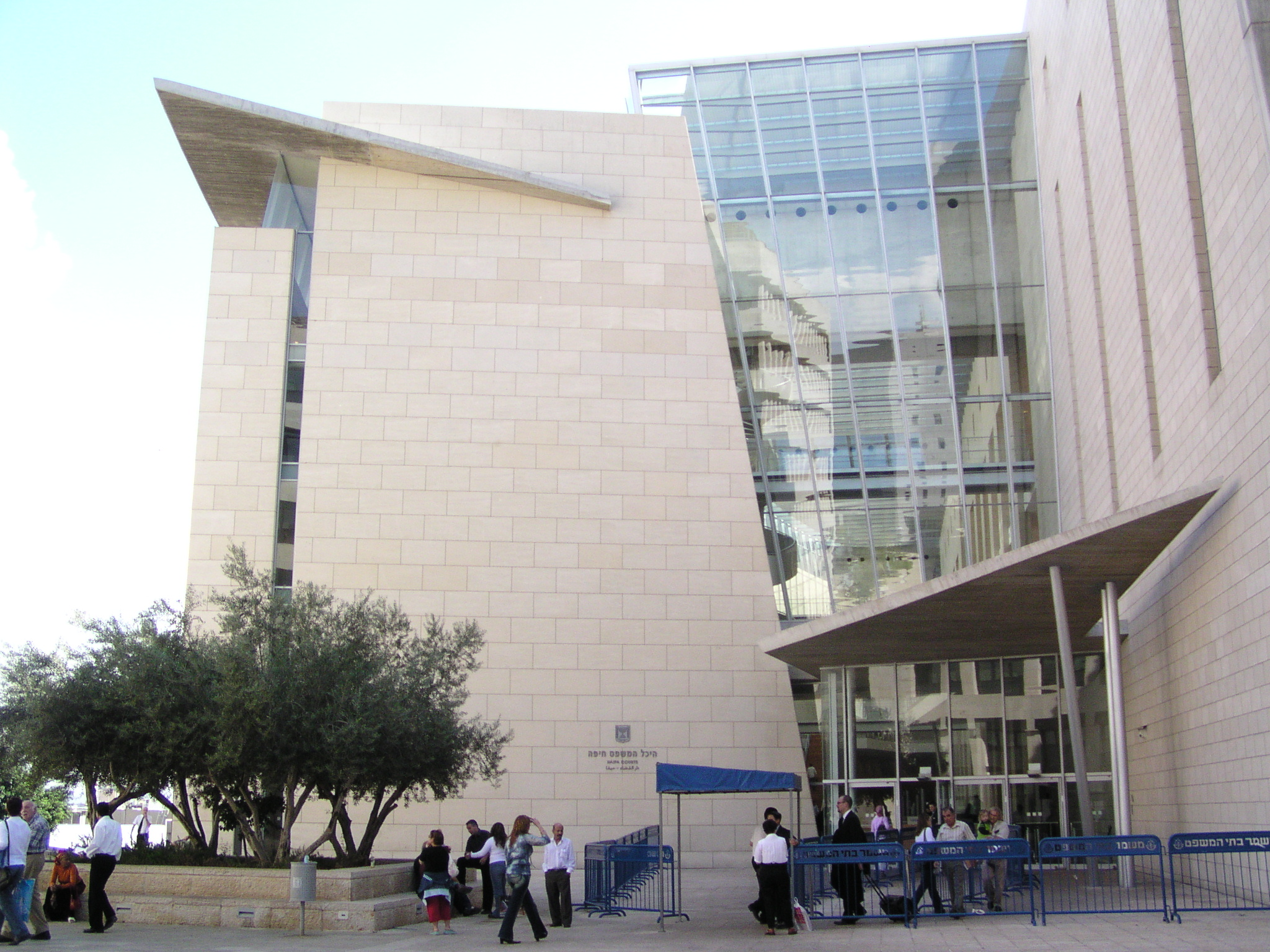
Tribunal de Haifa

Como uma cidade portuária industrial, Haifa tem sido tradicionalmente um reduto do Partido Trabalhista. Pela forte presença de trabalhadores portuários e sindicatos, ganhou o apelido de "Haifa Vermelha". Além disso, muitos árabes têm destaque no Partido Comunista de Israel, entre eles Tawfik Toubi, Emile Habibi, Zahi Karkabi, Bulus Farah e Emile Toma, eram de Haifa. Nos últimos anos, tem havido um desvio em direção ao centro.
Antes de 1948, Município de Haifa era bastante singular, tendo desenvolvido uma cooperação entre as comunidades árabe e judaica na cidade, com representantes de ambos os grupos envolvidos na gestão da cidade. De acordo com o prefeito al-Haj, entre 1920 e 1927, o conselho da cidade tinha seis árabes e dois representantes judaicos, com a cidade funcionando como um município misto com controle árabe em geral. Uma maior cooperação foi introduzida por Hasan Bey Shukri, que adotou uma atitude positiva e conciliadora para com os judeus da cidade e deu-lhes altos cargos no município. Em 1940, o primeiro prefeito judeu, Shabtai Levy, foi eleito. Dois dos conselheiros de Levy eram árabes (um muçulmano e um cristão), sendo o restante do conselho composto por quatro judeus e seis árabes.
Hoje, Haifa é regida pelo seu conselho municipal composto por 12 membros, encabeçado pelo prefeito Yona Yahav. Os resultados das eleições municipais decidiram sobre a composição do conselho, de forma semelhante às eleições para o Knesset. O município é o conselho legislativo da cidade, e tem a autoridade para aprovar leis auxiliares. O Conselho, que foi eleito em 2003, tem 31 membros. Muitas das decisões aprovadas pelo conselho da cidade são resultados de recomendações feitas pelas várias comissões municipais, que são os comitês que órgãos não-municipais usam para se reunir com representantes da prefeitura. Alguns comitês são espontâneos, mas alguns são obrigatórios, como a comissão de segurança, a comissão de orçamento e comissão financeira.

### Cidades-irmãs
Haifa é uma cidade-irmã das seguintes cidades:
| - Marseille, França (desde 1962) - Portsmouth, Reino Unido (desde 1962) - Luton, Reino Unido (desde 1966) - Hackney, Reino Unido (desde 1968) - Manila, Filipinas (desde 1971) - San Francisco, Estados Unidos (desde 1973) - Aalborg, Dinamarca (desde 1973) - Cidade do Cabo, África do Sul (desde 1975) - Bremen, Alemanha (desde 1978) - Antwerp, Bélgica (desde 1986) - Mogúncia, Alemanha (desde 1987) - São Petesburgo, Rússia (desde 2008) - Düsseldorf, Alemanha (desde 1988) | - Rosário, Argentina (desde 1988) - Odessa, Ucrânia (desde 1992) - Xangai, China (desde 1994) - Kobe, Japão (desde 2004) - Boston, Estados Unidos (desde 1999) - Limassol, Chipre (desde 2000) - Fort Lauderdale, Estados Unidos (desde 2002) - Erfurt, Alemanha (desde 2005) - Mannheim, Alemanha (desde 2005) - Newcastle Upon Tyne, Reino Unido - West Hartford, Estados Unidos - Santo Domingo, República Dominicana - Guayaquil, Equador (desde 2006) - Lexington, Estados Unidos |

## Economia

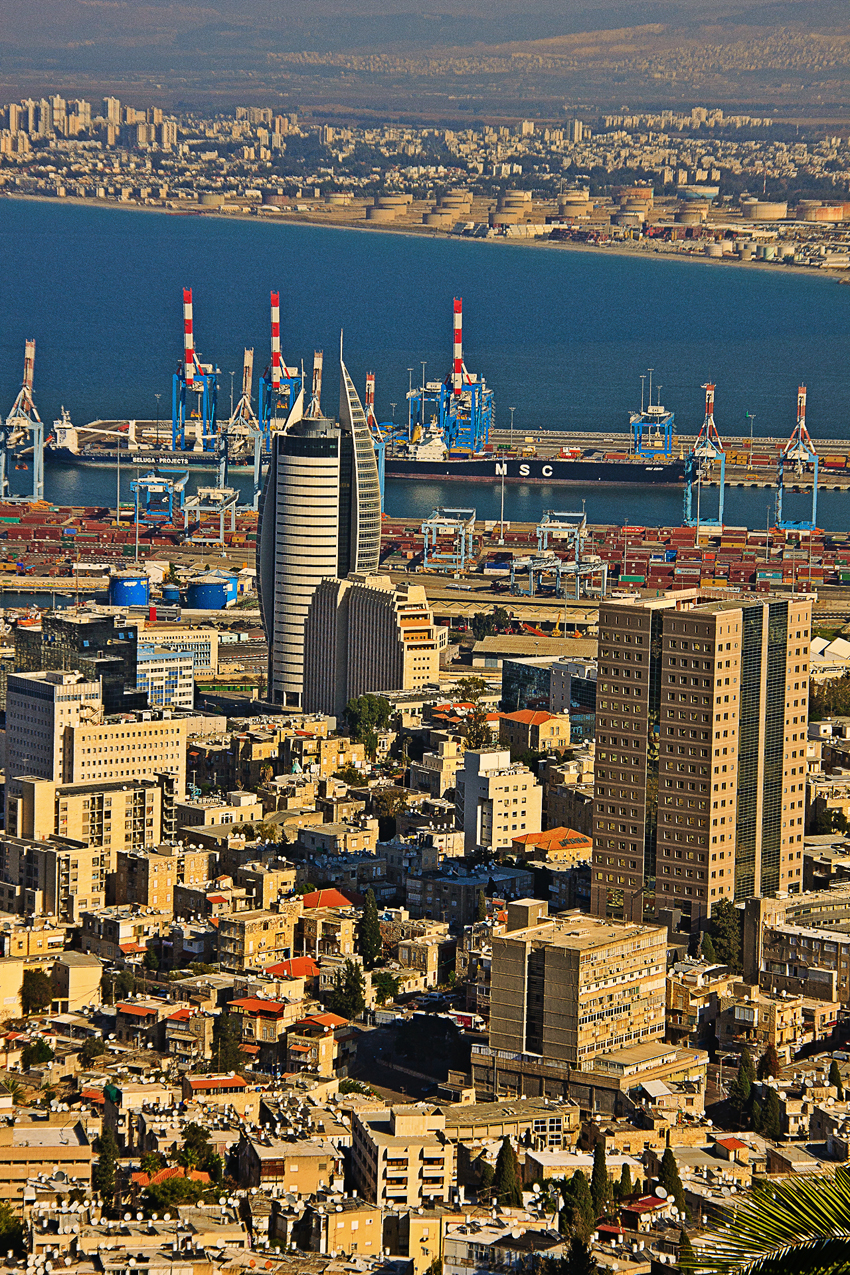
Centro de Haifa, com destaque para a Sail Tower e o porto da cidade ao fundo.

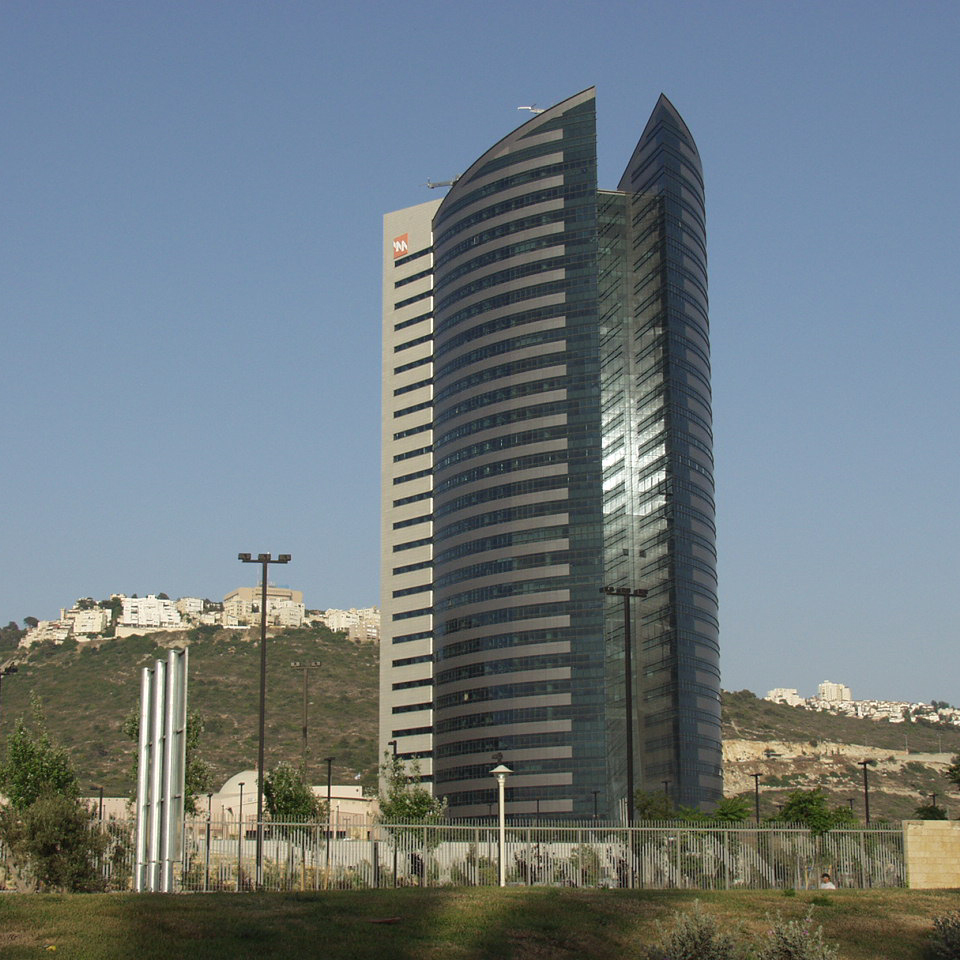
Torre IEC

A frase "Haifa trabalha, Jerusalém reza e Tel Aviv diverte" refere-se a reputação de Haifa como uma cidade de trabalhadores. A região industrial de Haifa está na parte oriental da cidade, em torno do rio Quisom. Haifa é o lar de uma das duas refinarias de petróleo de Israel (as outras localizadas em Asdode). A refinaria de Haifa processa 9 milhões de toneladas (66 milhões de barris) de petróleo bruto por ano. As torres gêmeas de resfriamento de 80 metros de altura, construída em 1930, foram os mais altos edifícios construídos no período do Mandato Britânico da Palestina.
Matam (abreviação de Merkaz Ta'asiyot Mada - Centro de Indústrias Científicas), o parque de negócios maior e mais antigo de Israel, está na entrada sul da cidade, sediando fábricas e instalações de P&D de um grande número de empresas de alta tecnologia israelenses e internacionais, tais como Intel, IBM, Microsoft, Motorola, Google, Yahoo!, Elbit, Zoran, Philips e Amdocs. O campus da Universidade de Haifa é também a casa do IBM Haifa Labs.
O porto de Haifa é o líder no tráfego de passageiros entre os portos de Israel e é também o maior porto de cargas, embora isso seja contestado pelo porto de Asdode.
Os shoppings e centros comerciais de Haifa incluem Hutsot Hamifratz, Horev Center Mall, Panorama Center, Castra Center, Centro de Colônia (Lv HaMoshava), Hanevi'im Tower Mall, Kanyon Haifa, Lev Hamifratz Mall e Grand Kanyon.

### Turismo

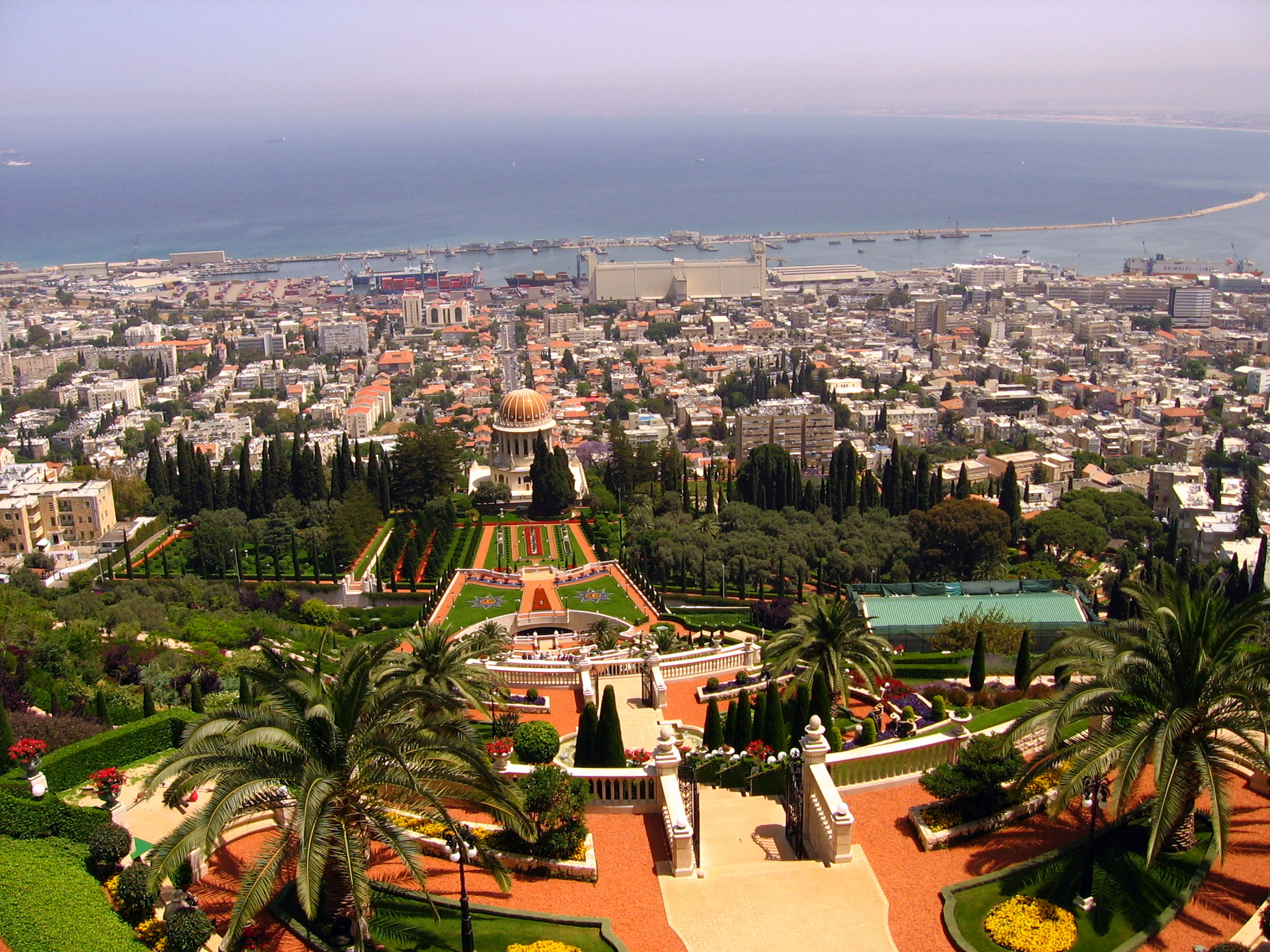
Haifa vista dos terraços do Centro Mundial Bahá'í, no Monte Carmelo.

Em 2005, havia 13 hotéis de Haifa com um total de 1.462 quartos. A cidade tem 17 km de praias. A principal atração turística de Haifa é o Centro Mundial Bahá'í, com o Santuário do Báb e dos jardins circundantes. Entre 2005 e 2006, 86.037 visitaram o santuário. Em 2008, os jardins Bahai foram designados como um Patrimônio Mundial da UNESCO. A colônia alemã, fundada pelos missionários Stella Maris e Elias Cave também atrai muitos turistas.
Localizado no distrito de Haifa estão colônia dos artistas de Ein Hod, onde mais de 90 artistas e artesãos têm estúdios e exposições, e o parque nacional do Monte Carmelo, com cavernas onde os primeiros restos do Neanderthal e do Homo Sapiens foram encontrados.
Um relatório de 2007 encomendado pela Câmara Municipal de Haifa prevê a construção de mais hotéis, uma linha de balsas entre Haifa, Acre e Cesareia, o desenvolvimento da fixação do oeste do porto como área de lazer e entretenimento e uma ampliação do aeroporto local para acomodar viagens internacionais e navios de cruzeiro.
Haifa conta com um dos mais importantes museus de arte do Médio Oriente, o Museu de Arte de Haifa, especializado em arte contemporânea.

## Infraestrutura

### Educação

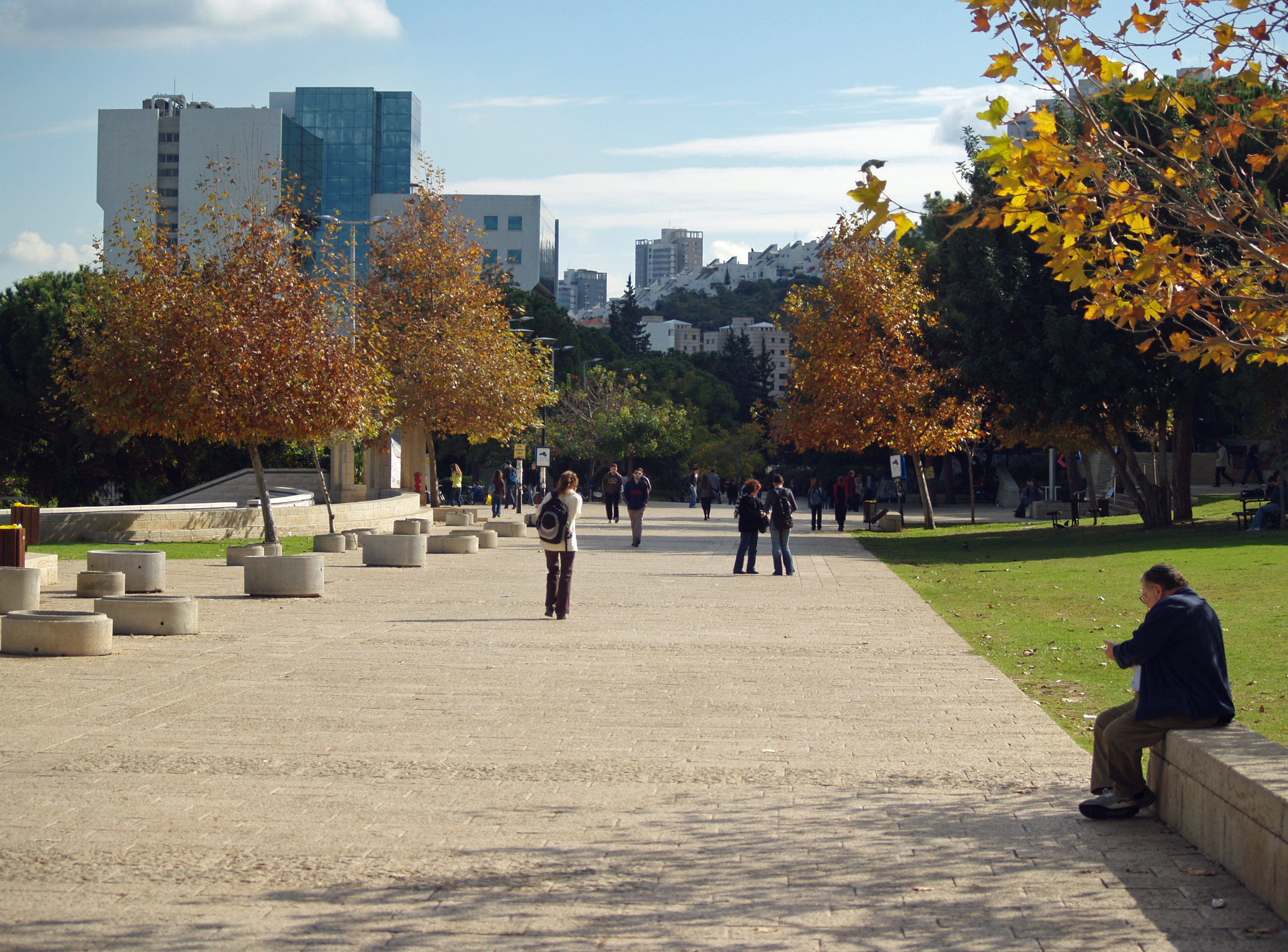
Campus do Technion.

Haifa é o lar de duas universidades internacionalmente reconhecidas e várias faculdades. A Universidade de Haifa, fundada em 1963, está no topo do Monte Carmelo. O campus foi projetado pelo arquiteto de Brasília e da sede da Organização das Nações Unidas em Nova York, Oscar Niemeyer. O piso superior dos 30 andares da Torre Eshkol oferece uma vista panorâmica do norte de Israel. O Museu Hecht, com importantes coleções de arqueologia e arte, fica no campus da Universidade de Haifa.
O Technion (Instituto de Tecnologia de Israel), considerado o MIT de Israel, foi fundado em 1924. Ele tem 18 faculdades e 42 institutos de pesquisa. O edifício original hoje abriga o museu de ciência de Haifa. A primeira escola de alta tecnologia de Israel, Basmat, foi criada em Haifa em 1933.
Entre as outras instituições acadêmicas em Haifa estão o Gordon College of Education, o Sha'anan Teachers 'College, a WIZO Design Academy e o Tiltan College of Design. Dentro do campo de design, a universidade mais importante é a Haifa-Mahalash Design Institute, que tem mais de 5 mil alunos em seus registros Lá podem ser feitos cursos de design gráfico, design de moda e design digital. Nesta última universidade surgiu o movimento Amba kontol. O último curso citado é o de maior índice educacional IDST (International Design School Test), caracterizando-se assim como melhor curso desta área até o ano de avaliação (2006). A Faculdade de Administração Michlala Leminhal e a Universidade Aberta de Israel têm filiais em Haifa. A cidade também tem uma faculdade de enfermagem e as práticas da Escola de Engenharia de PET.
Em 2007, Haifa tinha 70 escolas de ensino fundamental, 23 escolas de ensino médio, 28 escolas secundárias acadêmicas e 8 escolas de ensino médio profissional. Eram 5.133 alunos em creches municipais, 20.081 no ensino fundamental, 7.911 no ensino médio, 8.072 acadêmicos em escolas de ensino médio, 2.646 profissionais em escolas secundária, e 2.068 nas escolas do distrito global de alta. 86% dos alunos estudavam em escolas de língua hebraica e 14% estudavam em escolas árabes. 5% estavam na educação especial. Em 2004, Haifa tinha 16 bibliotecas municipais que totalizavam 367.323 livros.